# San Giuliano Terme
San Giuliano Terme település Olaszországban, Toszkána régióban, Pisa megyében. Lakosainak száma 30 652 fő (2023. január 1.). San Giuliano Terme Calci, Capannori, Cascina, Lucca, Pisa, Vecchiano és Vicopisano községekkel határos.

## Népesség
A település lakossága az elmúlt években az alábbi módon változott:
| Lakosok száma | 31 480 | 31 447 | 30 652 |
|               | 2017   | 2018   | 2023   |

## Híres szülöttjei
- Francesco Morini (1944–) válogatott labdarúgó